# Matthew Garbett
Matthew Jimmy David Garbett (ur. 13 kwietnia 2002 w Londynie) – nowozelandzki piłkarz grający na pozycji pomocnika w klubie NAC Breda oraz reprezentacji Nowej Zelandii.

## Kariera
Garbett jest wychowankiem klubu Western Suburbs, z którym dwukrotnie wygrał II ligę nowozelandzką. W sezonie 2018/19 został wypożyczony do Eastern Suburbs, z którym sensacyjnie zdobył Mistrozstwo Nowej Zelandii. Później rozpoczął karierę  w Europie. Grał w szwedzkim Falkenbergs FF oraz rezerwach Torino. Od 2023 do 1 lipca 2025 roku był zawodnikiem NAC Breda. Od 1 lipca 2025 pozostaje bez klubu.
Z kadrą U-17 zdobył w 2018 Mistrzostwa Oceanii U-17. W dorosłej  reprezentacji Nowej Zelandii zadebiutował 9 września 2021 przeciwko Curaçao. Pierwszą bramkę w drużynie narodowej zdobył 30 marca 2022 w meczu z Wyspami Salomona w eliminacjach do MŚ 2022.